# 辻重勝
辻 重勝（つじ しげかつ）は、安土桃山時代から江戸時代初期にかけての武将。田中吉政の家臣。杉江勘兵衛、藤堂高虎の家臣・渡辺了（勘兵衛）と共に「三勘兵衛」と言われる。

## 略歴
慶長5年（1600年）の関ヶ原の戦いに従軍した。岐阜城を攻略し、石田三成の追撃戦では河渡で交戦し、石田軍の殿・杉江勘兵衛を討った。
主君・吉政が関ヶ原の戦功で筑後国柳川城32万石の大名になると、猫尾城代を務めた。